# Onchidoris tenella
Onchidoris tenella är en snäckart som först beskrevs av Gould 1870.  Onchidoris tenella ingår i släktet Onchidoris och familjen Onchidorididae. Inga underarter finns listade i Catalogue of Life.